# Ludwik Martel
Ludwik Alfred Martel (ur. 5 marca 1919 w Piotrkowie Trybunalskim, zm. 25 kwietnia 2010 w Londynie) – kapitan pilot Polskich Sił Powietrznych w Wielkiej Brytanii, kawaler Krzyża Srebrnego Orderu Wojennego Virtuti Militari.

## Życiorys
Był synem Ludwika i Heleny Czeczot, miał dwie młodsze siostry, Marię i Halinę. Szkołę powszechną skończył w Sieradzu, uczył się w gimnazjum w Zduńskiej Woli, w Łódzkiej Państwowej Szkole Techniczno-Przemysłowej - szkołę średnią skończył latem 1937 roku uzyskując specjalność: technik włókienniczy. Od 1 stycznia do 15 września 1938 uczył się w Szkole Podchorążych Rezerwy Lotnictwa w Radomiu. W lipcu 1939 r. został przydzielony do 3 pułku lotniczego. We wrześniu 1939 ewakuował się przez Rumunię, Jugosławię i Włochy do Francji. 9 października 1939 r. dotarł do Paryża i rozpoczął starania o skierowanie do Wielkiej Brytanii
29 marca 1940 dotarł do Wielkiej Brytanii, gdzie odbył przeszkolenie w Centrum Lotnictwa Polskiego w Eastchurch, a od końca maja 1940 r. w Blackpool. Otrzymał numer służbowy 76812. 29 lipca został przydzielony do 54 dywizjonu RAF, a od 28 września w 603. dywizjonie oraz od 19 marca 1941 r. w 317. dywizjonie wileńskim, a od 1943 w Polskim Zespole Myśliwskim. 
22 lipca 1943 r. powrócił do latania w dywizjonie 317. Od 20 sierpnia do 4 listopada 1943 r. był w Newton, gdzie w 16 Szkoły Lotniczej pracował jako instruktor. Do września 1944 został przeszkolony i zaprzysiężony na rotę AK jako jeden z 217 kandydatów na cichociemnych. We wrześniu 1944 r. przeszedł do pracy w Dowództwie Polskich Sił Powietrznych, w 1946 był oficerem operacyjnym w Dowództwie Brytyjskich Okupacyjnych Sił Powietrznych. W 1947 przeszedł do rezerwy. 
Po wojnie pozostał w Wielkiej Brytanii. Działał w polonijnych organizacjach społecznych, w Stowarzyszeniu Lotników Polskich pełnił funkcję wiceprezesa. W 1952 roku podjął wspólpracę z CIA, wraz z mjr pil. Józefem Jeką oraz mjr pil. Stefanem Janusem mieli zostać zrzuceni na teren PRL oraz porwać najnowszy wówczas radziecki odrzutowiec MiG-15. Operacji zaniechano, gdy 5 marca 1953 taką maszyną uciekł ze Słupska na wyspę Bornholm polski pilot Franciszek Jarecki.

## Zwycięstwa powietrzne
Na liście Bajana zajmuje 130. pozycję z 2 pewnymi zestrzeleniami, 1 prawdopodobnym i 2 uszkodzonymi samolotami

## Ordery i odznaczenia
- Krzyż Srebrny Orderu Virtuti Militari nr 8597[7]
- Krzyż Kawalerski Orderu Odrodzenia Polski (11 listopada 1990)[8]
- Krzyż Walecznych (trzykrotnie) - 1 kwietnia 1941, 20 grudnia 1943,
- Medal Lotniczy (trzykrotnie)
- Srebrny Krzyż Zasługi (1942)[9]
- Odznaka za Rany i Kontuzje

## Zachowany Spitfire
Samolot Spitfire Mk.Vb, (G-MKVB), BM597 o oznaczeniu JH*C na którym latał porucznik Ludwik Martel w 317 dywizjonie, został zachowany do dziś. Maszyna jest w pełni sprawna i lata. Jest własnością Historic Aircraft Collection Ltd w Duxford.